# Episodi di Bayside School (seconda stagione)
La seconda stagione di Bayside School è andata in onda negli USA dall'8 settembre al 23 dicembre 1990 sulla NBC. In Italia la serie è stata trasmessa dal canale privato Italia 1. Mentre la messa in onda originale americana è stata soggetta a stravolgimenti totalmente arbitrari da parte della NBC (ragion per cui le quattro stagioni ufficiali non rispecchiano l'ordine cronologico della serie stessa), per le repliche e per i passaggi televisivi internazionali, le varie emittenti hanno ripristinato l'ordine corretto originale. Dal momento che in Italia, le quattro stagioni sono state trasmesse senza soluzione di continuità, l'ordine cronologico delle puntate non rispecchia quello della messa in onda originale.
A causa della trasmissione del primo sorteggio della fase finale della Coppa dei Campioni di Calcio (con il rischio di sforare e invadere l'orario di programmazione italiana di Bayside School), il 5 novembre venne inserita in palinsesto una replica dell'episodio (già trasmesso) Un bambino in parcheggio.
| nº | Titolo originale                  | Titolo italiano            | Prima TV USA      | Prima TV Italia  |
| -- | --------------------------------- | -------------------------- | ----------------- | ---------------- |
| 1  | The Prom                          | Stare Insieme              | 8 settembre 1990  | 28 ottobre 1993  |
| 2  | Zack's War                        | Rossi contro Blu           | 15 settembre 1990 | 4 novembre 1993  |
| 3  | Save the Max                      | Qui radio tigre            | 22 settembre 1990 | 29 ottobre 1993  |
| 4  | Driving Education                 | Corso di guida             | 29 settembre 1990 | 1 novembre 1993  |
| 5  | House Party                       | Festa in casa              | 6 ottobre 1990    | 11 novembre 1993 |
| 6  | Blind Dates                       | Doppio impegno             | 13 ottobre 1990   | 27 ottobre 1993  |
| 7  | Rent-a-Pop                        | La settimana bianca        | 20 ottobre 1990   | 2 novembre 1993  |
| 8  | Miss Bayside                      | Un giorno di gloria        | 27 ottobre 1990   | 3 novembre 1993  |
| 9  | Jessie's Song                     | L'audizione                | 3 novembre 1990   | 12 novembre 1993 |
| 10 | Model Students                    | Fotomodella a Parigi       | 10 novembre 1990  | 9 novembre 1993  |
| 11 | 1-900-Crushed                     | Telefono amico             | 17 novembre 1990  | 30 ottobre 1993  |
| 12 | Close encounters of the nerd kind | Un alieno in maschera      | 23 novembre 1990  | 22 ottobre 1993  |
| 13 | Running Zack                      | Alla ricerca delle origini | 24 novembre 1990  | 10 novembre 1993 |
| 14 | The babysitters                   | Un bambino in parcheggio   | 1 dicembre 1990   | 16 ottobre 1993  |
| 15 | The Fabulous Belding boys         | La gita scolastica         | 9 dicembre 1990   | 13 novembre 1993 |
| 16 | From nurse to worse               | Visita medica              | 15 dicembre 1990  | 8 novembre 1993  |
| 17 | Breaking up is hard to undo       | Lasciarsi è difficile      | 16 dicembre 1990  | 16 novembre 1993 |
| 18 | Glee Club                         | Cantare per amore          | 23 dicembre 1990  | 15 novembre 1993 |